# 재규어 XJ

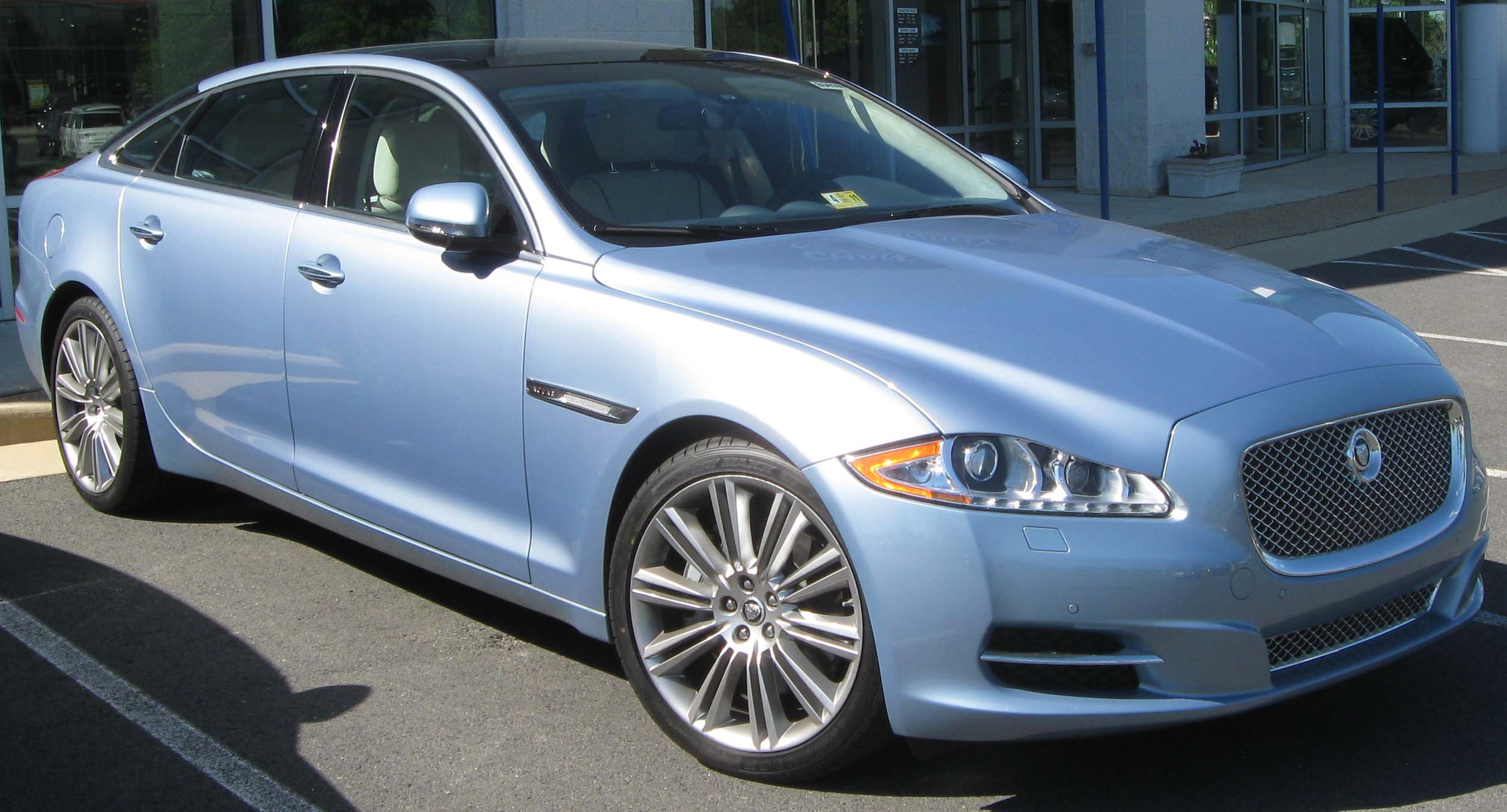

재규어 XJ(Jaguar XJ)는 영국의 고급 자동차 브랜드인 재규어의 플래그십 모델인 대형 세단이다.

## 역사

### 5세대(2009~2019)
2009년에 출시되었다. XF와 더불어 2007년에 발표한 컨셉트카 C-XF에서 디자인을 차용했으며, XF와 더불어 클래식함을 버렸다. 리어램프가 J 모양으로 변했다.엔진은 포드의 240마력 직렬 4기통 2.0L 에코부스트 터보 엔진 , 3.0L 340마력 슈퍼차저 AJ-V6(2013년~), 5.0L 385마력의 AJ-V8(2009년~2012년), 5.0L 510-550(XJR)마력의 슈퍼차저 AJ-V8 엔진, 푸조의 206마력 V6 2.7L 커먼레일 엔진이 탑재되어 ZF의 6단 자동변속기와 조합했다. 2013년에 3.0 슈퍼차저 엔진과 함께 AWD가 추가되었으며, 동시에 8단 자동변속기로 교체되었다. 실내가 대단히 클래식하면서도 절재되면서 호화롭게 바뀌었다. 스피커는 세계 3대 오디오 회사인 메리디안의 유닛을 사용한다. 2015년에는 페이스리프트를 거친 후기형이 출시되었다. 페이스리프트를 하면서 3.0L V6 디젤 엔진이 275마력에서 300마력으로 출력이 증가됐다. 2019년 7월에 생산을 중단할 예정이며, 후속은 전기차로 바뀔 예정이다.

### 6세대(~예정)
이 모델부터 전기차로 바뀔 예정이다.

## 미디어 게임에서의 등장
- 3D운전교실

## 경쟁 차량
- 쌍용 - 체어맨 W 카이저
- BMW - 7시리즈
- 벤츠 - S 클래스
- 아우디 - A8
- 제네시스 - EQ900
- 렉서스 - LS
- 링컨 - 컨티넨탈
- 캐딜락 - CT6